# کریس نوئل

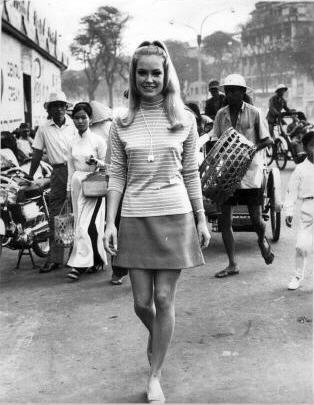
کریس نول در ویتنام

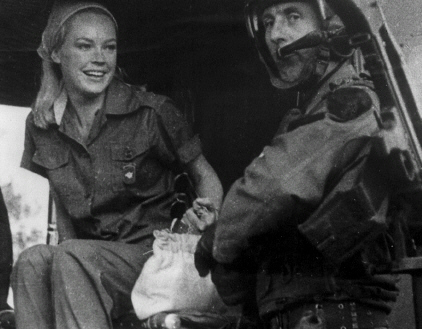
کریس نول در ویتنام در هلیکوپتر هوی سوار در ۱۹۶۸, دو بار هلی کوپتر خود را با شلیک دشمن سرنگون شد

کریس نوئل (ساندرا لوییز نول متولد ۲ ژوئیه ۱۹۴۱) بازیگر و سرگرم‌کننده بازنشسته آمریکایی است. او اولین بار در فیلم بیچ پارتی در دهه ۱۹۶۰ شناخته شد و سپس برای کار برنامه «صدای ویتنام» در رادیو و تلویزیون نیروهای مسلح دعوت شد. نوئل مرتباً از سربازان بازدید می‌کرد و بارها در معرض خطر بود و دو بار هلیکوپترهایی که سوار بود سقوط کرند.